# フェレンティッロ
フェレンティッロ（伊: Ferentillo）は、イタリア共和国ウンブリア州テルニ県にある、人口約1,800人の基礎自治体（コムーネ）。

## 地理

### 位置・広がり

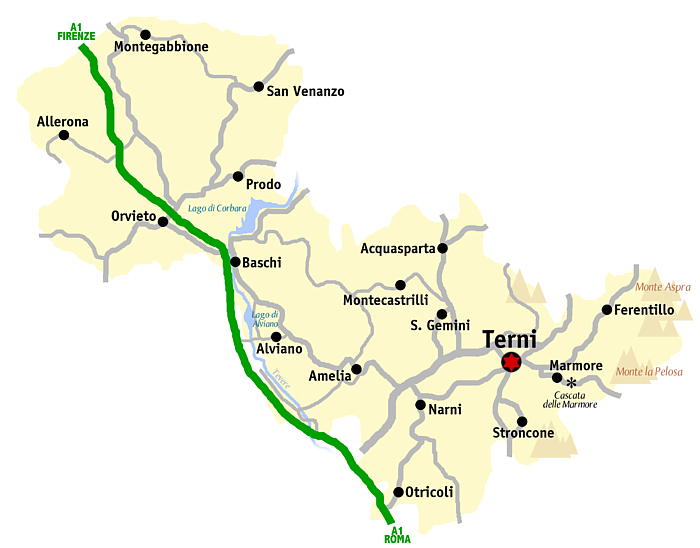
テルニ県概略図

テルニ県南東部のコムーネ。

#### 隣接コムーネ
隣接するコムーネは以下の通り。括弧内のRIはリエーティ県、PGはペルージャ県所属を示す。
- アッローネ
- レオネッサ (RI)
- モンテフランコ
- モンテレオーネ・ディ・スポレート (PG)
- ポリーノ
- スケッジーノ (PG)
- スポレート (PG)

### 気候分類・地震分類
フェレンティッロにおけるイタリアの気候分類 (it) および度日は、zona D, 1838 GGである。
また、イタリアの地震リスク階級 (it) では、zona 1 (sismicità alta) に分類される。

## 行政

### 分離集落
フェレンティッロには、以下の分離集落（フラツィオーネ）がある。
- Umbriano, Ampognano, Castellonalto, Castellone Basso, Colle Olivo, Colli, Gabbio, Leazzano, Le Mura, Lorino, Macchialunga, Macelletto, Macenano, Terria, Monterivoso, Nicciano, Sambucheto, San Mamiliano

## 姉妹都市
- セリニャン＝デュ＝コンタ（フランス語版）、フランス